# He Is We
He Is We fou una banda nord-americana d'indie pop que va estar en actiu des de 2008 i fins a 2014. Originalment fundada per Trevor Kelly i Rachel Taylor a Tacoma (Washington), va canviar de membres diverses vegades fins a la seva dissolució final.

## Inicis
En Trevor i la Rachel es van conèixer mentre treballaven a Ted Brown Music Company, una botiga de música del seu poble a Tacoma, Washington. Inicialment, el duo es va moure a través de les xarxes socials fent servir webs com myspace o Facebook. El 2009 van ser nomenats la banda independent número u per PureVolum (una web independent on penjar i intercanviar música que intenta ajudar al descobriment i promoció de música nova i artistes emergents). Aquesta presència a la xarxa i el llançament d'un àlbum de demos antigues el febrer de 2010 els van portar a firmar amb Universal Motown Records. Abans del llançament de My Forever, He Is We va fer un tour amb el cantant The Rocket Summer. El seu album debut My Forever, va ser número 6 a la llista d'èxits de Billboard. Al seu web, He Is We diu que els inicis de la banda van sorgir a partir de "la idea que algú amb qui estàs cada dia pot influenciar-te per la resta de la teva vida... i tu mai ho sabràs". El 2013, la seva cançó All About Us amb Owl City va ser inclosa a la banda sonora de la pel·lícula Caçadors d'ombres: Ciutat d'ossos.

## Discografia
- A Mess it Grows (2009)
- Old Demos (2009)

1. I Wouldn't Mind
2. Blame It On The Rain (acoustic guitar)
3. Breathe
4. Pardon Me (acoustic guitar)
5. Give It All
6. Happily Ever After (acoustic)
7. Light A Way
8. Pardon Me
9. Pour Me Out
10. Too Beautiful
11. Radio

Nota: Només es mencionen les demos gravades en estudi.
- My Forever (2010)
- Acoustic/Live EP (2010)[7]

1. And Run (acústica/en viu)
2. Happily Ever After (acústica/en viu)
3. Everything You Do (acústica/en viu)
4. Blame It on the Rain (acústica/en viu)
5. All About Us (acústica/en viu)
6. Prove You Wrong (acústica/en viu)
7. Fall (acústica/en viu)
8. Forever and Ever (acústica en viu)

- Skip To the Good Part - EP (2011)

1. All About Us (feat. Adam Young)[19]
2. Our July In the Rain
3. Tell Me
4. Skip to the Good Part
5. Our July In the Rain (Stripped Version)
6. Prove You Wrong (Alternative Version)

Fall Out Of Line - EP (2017)
1. I Wouldn't Mind
2. Breathe
3. Pour Me Out
4. Give It All
5. Radio
6. A Mess It Grows
7. His Name
8. The One About Indifference
9. Pardon Me

He Is We Chapter One - EP (2017)
1. Light A Way
2. Happily Ever After Acoustic
3. Blame It On The Rain Acoustic
4. Pardon Me Acoustic
5. Too Beautiful

Hold My Heart - EP (2018)
1. Dear Adam
2. Every Other Man
3. All I Need
4. To Infinity and Beyond
5. Hold My Heart